# Turok
Turok es un personaje de cómic estadounidense inicialmente en las historietas de Western Publishing publicado por el licenciatario Dell Comics. Apareció por primera vez en Four Color Comics #596 (octubre/noviembre de 1954), luego se graduó a su propio título, Turok, Son of Stone. Gold Key Comics y Valiant Comics más tarde publicaron el personaje.

## Biografía del personaje
Los Turoks incluidos, en orden cronológico desde el más temprano al más reciente:
- Tal'Set (Turok, Son of Stone), héroe de la historieta original, héroe de Turok, Turok: Dinosaur Hunter y Turok: Evolution.
- Carl Fireseed, 	tío de Joshua Fireseed, Turok desde 1982 hasta 1997
- Joshua Fireseed, sobrino de Carl Fireseed, Turok desde 1997, héroe de Turok 2: Seeds of Evil
- Danielle Fireseed y Joseph Fireseed, hermana menor y hermano, respectivamente, de Joshua Fireseed, héroes de Turok 3: Shadow of Oblivion
- Joseph Turok, héroe de Turok

## Adaptaciones a otros medios

### Película de animación 2008
Durante 20 años en el exilio, Turok se ha convertido en un poderoso y temido guerrero. Cuando regresa a su casa encuentra la villa destruida y a su familia asesinada por las manos del tirano Chichak. En venganza, Turok debe viajar hasta La Tierra Perdida, un lugar salvaje olvidado en el tiempo, donde primitivas bestias cazan a todo el que entra. Turok librará su batalla contra dinosaurios comehombres, cavernícolas y la oscuridad que hay dentro de él para derrotar a su enemigo.

### Videojuegos
El personaje de Turok fue adaptado al ámbito de los videojuegos y su popularidad dio origen a varios títulos conformando una saga.
Los títulos que forman esta saga son:
- Turok: Dinosaur Hunter (Nintendo 64, PC y Steam)
- Turok: Battle of the Bionosaurs (Game Boy)
- Turok: Rage Wars (Nintendo 64, Game Boy Color)
- Turok 2: Seeds of Evil (Nintendo 64, PC y Game Boy Color)
- Turok 3: Shadow of Oblivion (Nintendo 64 y Game Boy Color)
- Turok: Evolution (PC, Nintendo Gamecube y PS2)
- Turok (Xbox 360, PC y PS3)